# Neuvième district congressionnel de Floride
Le 9e district congressionnel de Floride est un district de l'État américain de Floride. Il s'étend de l'est d'Orlando au sud-sud-est jusqu'à Yeehaw Junction. Il comprend également les villes de Kissimmee et St. Cloud.
De 2003 à 2012, il englobait la majeure partie de l'est rural du comté de Hillsborough, les parties nord du comté de Pinellas (y compris Clearwater) et la côte du golfe du comté de Pasco (y compris New Port Richey). Le redécoupage du 3 janvier 2013 a complètement redessiné les limites du 9e district à la plupart du comté d'Osceola avec le centre du comté d'Orange et le nord-est du comté de Polk, tandis que l'ancien 9e district est devenu une partie des 10e, 11e, 12e (comté de Pasco) ou le 14e district qui divise le comté de Hillsborough avec les 15e et 17e districts. Le redécoupage de 2013 a également élargi l'État de Floride de 25 à 27 districts, en ajoutant deux dans le comté de Miami-Dade, en Floride.
Le district est actuellement représenté par le démocrate Darren Soto.

## Géographie
| #   | Comté   | Siège     | Population |
| --- | ------- | --------- | ---------- |
| 95  | Orange  | Orlando   | 1 471 416  |
| 97  | Osceola | Kissimmee | 437 784    |
| 105 | Polk    | Bartow    | 818 330    |

### Villes de 10 000 personnes ou plus
- Orlando – 307 573
- Kissimmee – 79 266
- Poinciana – 69 309
- St. Cloud – 58 964
- Four Corners – 56 381
- Meadow Woods – 43 790
- Buenaventura Lakes – 30 251
- Hunter's Creek – 24 433
- Southchase – 16 276
- Conway – 13 596
- Celebration – 11 178
- Pine Castle – 11 122

### Villes de 2 500 à 10 000 personnes
- Williamsburg – 7 908
- Sky Lake – 7 226
- Belle Isle – 7 032
- Loughman – 5 417
- Holden Heights – 4 097
- Edgewood – 2 685
- Campbell – 2 610

## Historique de vote
| Année | Poste              | Résultats                      |
| ----- | ------------------ | ------------------------------ |
| 2004  | Président          | Bush 57,0 % – 43,0 %           |
| 2008  | Président          | McCain 52,0 % – 46,0%          |
| 2012  | Président          | Obama 62,0% – 37,0%            |
| 2016  | Président          | Hillary Clinton 55,0 % – 42,0% |
| 2016  | Sénat              | Murphy 49,6 % - 46,0 %         |
| 2018  | Sénat              | Nelson 53,9 % - 46,1 %         |
| 2018  | Gouverneur         | Gillum 54,6 % - 44,0 %         |
| 2018  | Procureur Générale | Shaw (en) 51,5 % - 46,7 %      |
| 2020  | Président          | Biden 52,9 % – 46,0 %          |
| 2022  | Gouverneur         | DeSantis 50,0 % - 49,0 %       |

## Liste des Représentants du district
| Membre                              | Parti       | Année                           | Congrès     | Histoire électorale | Zone géographique |
| ----------------------------------- | ----------- | ------------------------------- | ----------- | --- | --- |
| District établit le 3 janvier 1963. |             |                                 |             | | |
| Don Fuqua (en)                      | Démocrate   | 3 janvier 1963 - 3 janvier 1967 | 88e , 89e   | Élu en 1962. Réélu en 1964. Redécoupage vers le 2e district. | 1963–1967 Calhoun, Franklin, Gadsden, Hamilton, Jackson, Jefferson, Lafayette, Leon, Liberty, Madison, Suwannee, Taylor et Wakulla |
| Paul Rogers (en)                    | Démocrate   | 3 janvier 1967 - 3 janvier 1973 | 90e - 92e   | Redécoupage depuis le 6e district et réélu en 1966. Réélu en 1968. Réélu en 1970. Redécoupage vers le 11e district.                                                         | 1967–1973 Broward, Collier, Glades, Hendry, Highlands, Martin, Okeechobee, Palm Beach et Sainte-Lucie                              |
| Louis Frey, Jr. (en)                | Républicain | 3 janvier 1973 - 3 janvier 1979 | 93e - 95e   | Redécoupage depuis le 5e district et réélu en 1972. Réélu en 1974. Réélu en 1976. Retrait pour se présenter comme Gouverneur de Floride.                                    | 1973–1983 Brevard et Orange |
| Bill Nelson                         | Démocrate   | 3 janvier 1979 - 3 janvier 1983 | 96e , 97e   | Élu en 1978. Réélu en 1980. Redécoupage vers le 11e district. | 1973–1983 Brevard et Orange |
| Michael Bilirakis                   | Républicain | 3 janvier 1983 - 3 janvier 2007 | 98e - 109e  | Élu en 1982. Réélu en 1984. Réélu en 1986. Réélu en 1988. Réélu en 1990. Réélu en 1992. Réélu en 1994. Réélu en 1996. Réélu en 1998. Réélu en 2002. Réélu en 2004. Retrait. | 1983–1993 Hillsborough, Pasco et Pinellas                                                                                          |
| Michael Bilirakis                   | Républicain | 3 janvier 1983 - 3 janvier 2007 | 98e - 109e  | Élu en 1982. Réélu en 1984. Réélu en 1986. Réélu en 1988. Réélu en 1990. Réélu en 1992. Réélu en 1994. Réélu en 1996. Réélu en 1998. Réélu en 2002. Réélu en 2004. Retrait. | 1993–2003 Hillsborough, Pasco et Pinellas                                                                                          |
| Michael Bilirakis                   | Républicain | 3 janvier 1983 - 3 janvier 2007 | 98e - 109e  | Élu en 1982. Réélu en 1984. Réélu en 1986. Réélu en 1988. Réélu en 1990. Réélu en 1992. Réélu en 1994. Réélu en 1996. Réélu en 1998. Réélu en 2002. Réélu en 2004. Retrait. | 2003–2013 Hillsborough, Pasco et Pinellas                                                                                          |
| Gus Bilirakis                       | Républicain | 3 janvier 2007 - 3 janvier 2013 | 110e - 112e | Élu en 2006. Réélu en 2008. Réélu en 2010. Redécoupage vers le 12e district.                                                                                                | |
| Alan Grayson                        | Démocrate   | 3 janvier 2013 - 3 janvier 2017 | 113e , 114e | Élu en 2012. Réélu en 2014. Retrait pour se présenter comme Sénateur des États-Unis.                                                                                        | 2013–2017 Orange, Osceola et Polk                                                                                                  |
| Darren Soto                         | Démocrate   | 3 janvier 2017 - Présent        | 115e - 118e | Élu en 2016. Réélu en 2018. Réélu en 2020. Réélu en 2022. | 2013–Présent Orange, Osceola et Polk                                                                                               |

## Résultats des récentes élections
Voici les résultats des dix précédents cycles électoraux dans le district.

### 2004
| Élection de 2004 du 9e district congressionnel de Floride | Élection de 2004 du 9e district congressionnel de Floride | Élection de 2004 du 9e district congressionnel de Floride | Élection de 2004 du 9e district congressionnel de Floride | Élection de 2004 du 9e district congressionnel de Floride |
| --------------------------------------------------------- | --------------------------------------------------------- | --------------------------------------------------------- | --------------------------------------------------------- | --------------------------------------------------------- |
| Parti                                                     | Parti                                                     | Candidat                                                  | Votes                                                     | %                                                         |
|                                                           | Républicain                                               | Michael Bilirakis (sortant)                               | 284 035                                                   | 99,92                                                     |
|                                                           | Sans Parti                                                | Autres                                                    | 243                                                       | 0,08                                                      |
| Total des votes                                           | Total des votes                                           | Total des votes                                           | 284 278                                                   | 100 %                                                     |
|                                                           | Les Républicains conservent                               |                                                           |                                                           |                                                           |

### 2006
| Élection de 2006 du 9e district congressionnel de Floride | Élection de 2006 du 9e district congressionnel de Floride | Élection de 2006 du 9e district congressionnel de Floride | Élection de 2006 du 9e district congressionnel de Floride | Élection de 2006 du 9e district congressionnel de Floride |
| --------------------------------------------------------- | --------------------------------------------------------- | --------------------------------------------------------- | --------------------------------------------------------- | --------------------------------------------------------- |
| Parti                                                     | Parti                                                     | Candidat                                                  | Votes                                                     | %                                                         |
|                                                           | Républicain                                               | Gus Bilirakis                                             | 123 016                                                   | 55,91                                                     |
|                                                           | Démocrate                                                 | Phyllis Busansky                                          | 96 978                                                    | 44,08                                                     |
|                                                           | Sans Parti                                                | Autres                                                    | 19                                                        | 0,01                                                      |
| Total des votes                                           | Total des votes                                           | Total des votes                                           | 220 013                                                   | 100 %                                                     |
|                                                           | Les Républicains conservent                               |                                                           |                                                           |                                                           |

### 2008
| Élection de 2008 du 9e district congressionnel de Floride | Élection de 2008 du 9e district congressionnel de Floride | Élection de 2008 du 9e district congressionnel de Floride | Élection de 2008 du 9e district congressionnel de Floride | Élection de 2008 du 9e district congressionnel de Floride |
| --------------------------------------------------------- | --------------------------------------------------------- | --------------------------------------------------------- | --------------------------------------------------------- | --------------------------------------------------------- |
| Parti                                                     | Parti                                                     | Candidat                                                  | Votes                                                     | %                                                         |
|                                                           | Républicain                                               | Gus Bilirakis (sortant)                                   | 216 591                                                   | 62,17                                                     |
|                                                           | Démocrate                                                 | Bill Mitchell                                             | 126 346                                                   | 36,27                                                     |
|                                                           | Indépendant                                               | John Kalimnios                                            | 3 394                                                     | 0,97                                                      |
|                                                           | Sans Parti                                                | Autres                                                    | 2 047                                                     | 0,59                                                      |
| Total des votes                                           | Total des votes                                           | Total des votes                                           | 348 378                                                   | 100 %                                                     |
|                                                           | Les Républicains conservent                               |                                                           |                                                           |                                                           |

### 2010
| Élection de 2010 du 9e district congressionnel de Floride | Élection de 2010 du 9e district congressionnel de Floride | Élection de 2010 du 9e district congressionnel de Floride | Élection de 2010 du 9e district congressionnel de Floride | Élection de 2010 du 9e district congressionnel de Floride |
| --------------------------------------------------------- | --------------------------------------------------------- | --------------------------------------------------------- | --------------------------------------------------------- | --------------------------------------------------------- |
| Parti                                                     | Parti                                                     | Candidat                                                  | Votes                                                     | %                                                         |
|                                                           | Républicain                                               | Gus Bilirakis (sortant)                                   | 165 433                                                   | 71,43                                                     |
|                                                           | Démocrate                                                 | Anita de Palma                                            | 66 158                                                    | 28,57                                                     |
| Total des votes                                           | Total des votes                                           | Total des votes                                           | 231 591                                                   | 100 %                                                     |
|                                                           | Les Républicains conservent                               |                                                           |                                                           |                                                           |

### 2012
| Élection de 2012 du 9e district congressionnel de Floride | Élection de 2012 du 9e district congressionnel de Floride | Élection de 2012 du 9e district congressionnel de Floride | Élection de 2012 du 9e district congressionnel de Floride | Élection de 2012 du 9e district congressionnel de Floride |
| --------------------------------------------------------- | --------------------------------------------------------- | --------------------------------------------------------- | --------------------------------------------------------- | --------------------------------------------------------- |
| Parti                                                     | Parti                                                     | Candidat                                                  | Votes                                                     | %                                                         |
|                                                           | Démocrate                                                 | Alan Grayson                                              | 164 894                                                   | 62,52                                                     |
|                                                           | Républicain                                               | Todd Long                                                 | 98 856                                                    | 37,48                                                     |
| Total des votes                                           | Total des votes                                           | Total des votes                                           | 263 750                                                   | 100 %                                                     |
|                                                           | Les Démocrates prennent aux Républicains                  |                                                           |                                                           |                                                           |

### 2014
| Élection de 2014 du 9e district congressionnel de Floride | Élection de 2014 du 9e district congressionnel de Floride | Élection de 2014 du 9e district congressionnel de Floride | Élection de 2014 du 9e district congressionnel de Floride | Élection de 2014 du 9e district congressionnel de Floride |
| --------------------------------------------------------- | --------------------------------------------------------- | --------------------------------------------------------- | --------------------------------------------------------- | --------------------------------------------------------- |
| Parti                                                     | Parti                                                     | Candidat                                                  | Votes                                                     | %                                                         |
|                                                           | Démocrate                                                 | Alan Grayson (sortant)                                    | 93 850                                                    | 53,97                                                     |
|                                                           | Républicain                                               | Carol Platt                                               | 74 963                                                    | 43,11                                                     |
|                                                           | Indépendant                                               | Marko Milakovich                                          | 5 060                                                     | 2,91                                                      |
|                                                           | No Party                                                  | Leon Leo Ray (write-in)                                   | 5                                                         | 0,00                                                      |
| Total des votes                                           | Total des votes                                           | Total des votes                                           | 173 878                                                   | 100 %                                                     |
|                                                           | Les Démocrates conservent                                 |                                                           |                                                           |                                                           |

### 2016
| Élection de 2016 du 9e district congressionnel de Floride | Élection de 2016 du 9e district congressionnel de Floride | Élection de 2016 du 9e district congressionnel de Floride | Élection de 2016 du 9e district congressionnel de Floride | Élection de 2016 du 9e district congressionnel de Floride |
| --------------------------------------------------------- | --------------------------------------------------------- | --------------------------------------------------------- | --------------------------------------------------------- | --------------------------------------------------------- |
| Parti                                                     | Parti                                                     | Candidat                                                  | Votes                                                     | %                                                         |
|                                                           | Démocrate                                                 | Darren Soto                                               | 195 311                                                   | 57,5                                                      |
|                                                           | Républicain                                               | Wayne Liebnitzky                                          | 144 450                                                   | 42,5                                                      |
| Total des votes                                           | Total des votes                                           | Total des votes                                           | 173 878                                                   | 100 %                                                     |
|                                                           | Les Démocrates conservent                                 |                                                           |                                                           |                                                           |

### 2018
| Élection de 2018 du 9e district congressionnel de Floride | Élection de 2018 du 9e district congressionnel de Floride | Élection de 2018 du 9e district congressionnel de Floride | Élection de 2018 du 9e district congressionnel de Floride | Élection de 2018 du 9e district congressionnel de Floride |
| --------------------------------------------------------- | --------------------------------------------------------- | --------------------------------------------------------- | --------------------------------------------------------- | --------------------------------------------------------- |
| Parti                                                     | Parti                                                     | Candidat                                                  | Votes                                                     | %                                                         |
|                                                           | Démocrate                                                 | Darren Soto (sortant)                                     | 172 172                                                   | 58,0                                                      |
|                                                           | Républicain                                               | Wayne Liebnitzky                                          | 124 565                                                   | 42,0                                                      |
| Total des votes                                           | Total des votes                                           | Total des votes                                           | 296 683                                                   | 100 %                                                     |
|                                                           | Les Démocrates conservent                                 |                                                           |                                                           |                                                           |

### 2020
| Élection de 2020 du 9e district congressionnel de Floride | Élection de 2020 du 9e district congressionnel de Floride | Élection de 2020 du 9e district congressionnel de Floride | Élection de 2020 du 9e district congressionnel de Floride | Élection de 2020 du 9e district congressionnel de Floride |
| --------------------------------------------------------- | --------------------------------------------------------- | --------------------------------------------------------- | --------------------------------------------------------- | --------------------------------------------------------- |
| Parti                                                     | Parti                                                     | Candidat                                                  | Votes                                                     | %                                                         |
|                                                           | Démocrate                                                 | Darren Soto (sortant)                                     | 240 724                                                   | 56,02                                                     |
|                                                           | Républicain                                               | Bill Oslon                                                | 188 889                                                   | 43.96                                                     |
|                                                           | Indépendant                                               | Westward (write-in)                                       | 25                                                        | 0,01                                                      |
| Total des votes                                           | Total des votes                                           | Total des votes                                           | 429 638                                                   | 100 %                                                     |
|                                                           | Les Démocrates conservent                                 |                                                           |                                                           |                                                           |

### 2022
La Primaire démocrate a été annulée. Darren Soto (D-Sortant) avance vers l'Élection Générale.
| Primaire républicaine de 2022 du 9e district congressionnel de Floride | Primaire républicaine de 2022 du 9e district congressionnel de Floride | Primaire républicaine de 2022 du 9e district congressionnel de Floride | Primaire républicaine de 2022 du 9e district congressionnel de Floride | Primaire républicaine de 2022 du 9e district congressionnel de Floride |
| ---------------------------------------------------------------------- | ---------------------------------------------------------------------- | ---------------------------------------------------------------------- | ---------------------------------------------------------------------- | ---------------------------------------------------------------------- |
| Parti                                                                  | Parti                                                                  | Candidat                                                               | Votes                                                                  | %                                                                      |
|                                                                        | Républicain                                                            | Scotty Moore                                                           | 16 971                                                                 | 55,9                                                                   |
|                                                                        | Républicain                                                            | Jose Castillo                                                          | 7 537                                                                  | 24,8                                                                   |
|                                                                        | Républicain                                                            | Adianis Morales                                                        | 3 969                                                                  | 13,1                                                                   |
|                                                                        | Républicain                                                            | Sergio Ortiz                                                           | 1 900                                                                  | 6,2                                                                    |

| Élection de 2022 du 9e district congressionnel de Floride | Élection de 2022 du 9e district congressionnel de Floride | Élection de 2022 du 9e district congressionnel de Floride | Élection de 2022 du 9e district congressionnel de Floride | Élection de 2022 du 9e district congressionnel de Floride |
| --------------------------------------------------------- | --------------------------------------------------------- | --------------------------------------------------------- | --------------------------------------------------------- | --------------------------------------------------------- |
| Parti                                                     | Parti                                                     | Candidat                                                  | Votes                                                     | %                                                         |
|                                                           | Démocrate                                                 | Darren Soto (sortant)                                     | 108 541                                                   | 53,64                                                     |
|                                                           | Républicain                                               | Scotty Moore                                              | 93 827                                                    | 46,36                                                     |
| Total des votes                                           | Total des votes                                           | Total des votes                                           | 202 368                                                   | 100 %                                                     |
|                                                           | Les Démocrates conservent                                 |                                                           |                                                           |                                                           |

## Frontières historiques du district

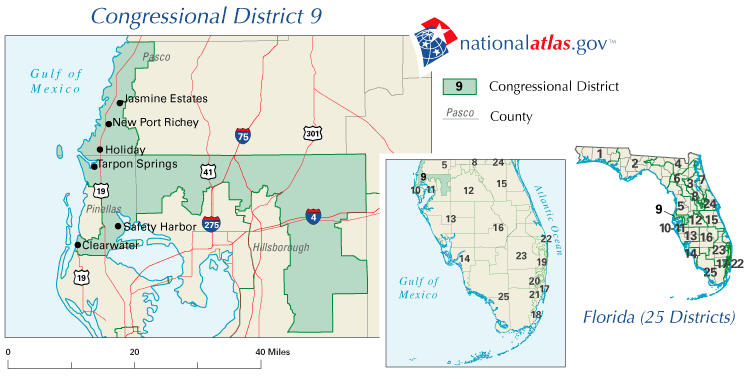
2003 - 2013

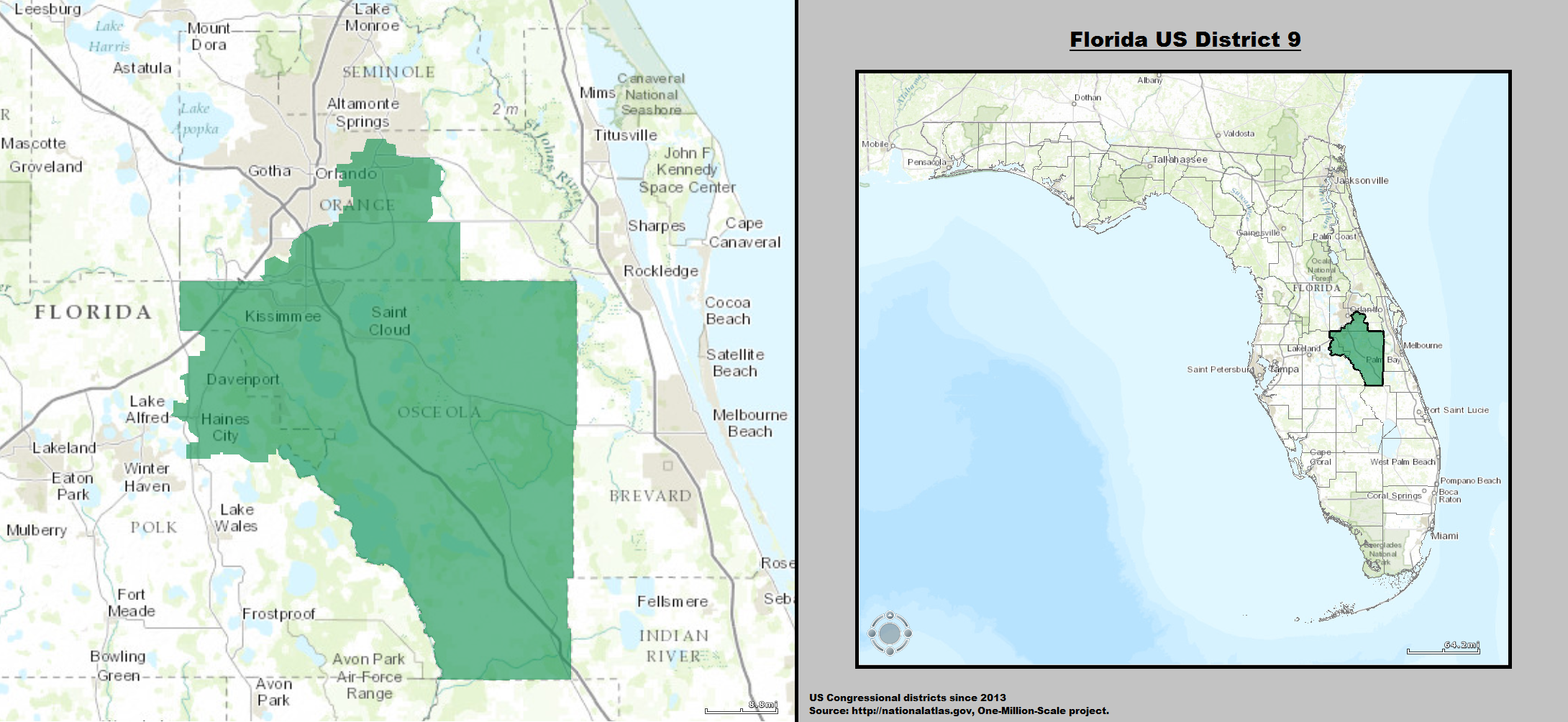
2013 - 2017

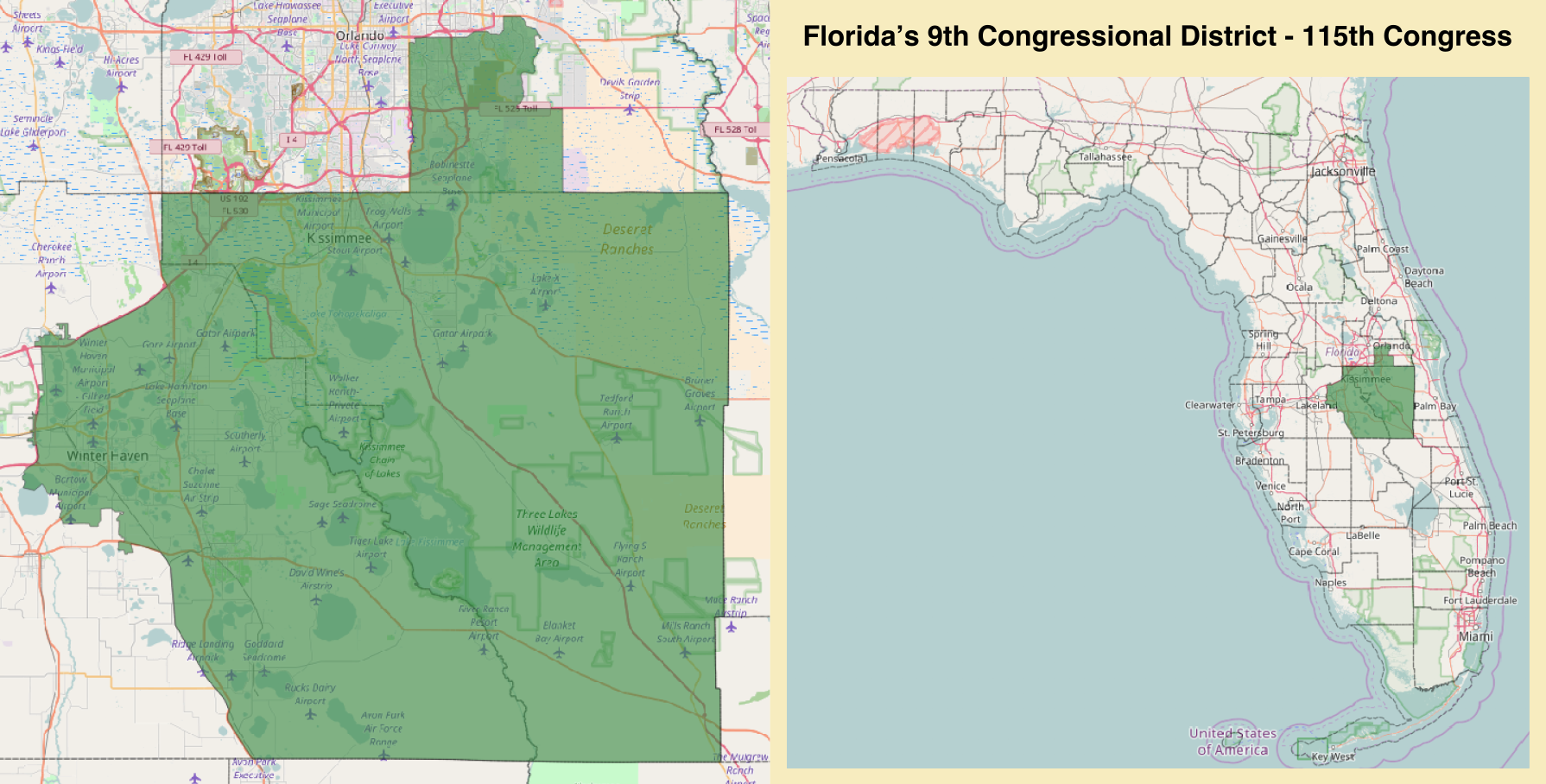
2017 - 2023

depuis 2023

### 2024
La Primaire démocrate a été annulée. Darren Soto (D-Sortant) avance vers l'Élection Générale.
| Primaire républicaine de 2024 du 9e district congressionnel de Floride | Primaire républicaine de 2024 du 9e district congressionnel de Floride | Primaire républicaine de 2024 du 9e district congressionnel de Floride | Primaire républicaine de 2024 du 9e district congressionnel de Floride | Primaire républicaine de 2024 du 9e district congressionnel de Floride |
| ---------------------------------------------------------------------- | ---------------------------------------------------------------------- | ---------------------------------------------------------------------- | ---------------------------------------------------------------------- | ---------------------------------------------------------------------- |
| Parti                                                                  | Parti                                                                  | Candidat                                                               | Votes                                                                  | %                                                                      |
|                                                                        | Républicain                                                            | Thomas Chalifoux                                                       | 12 662                                                                 | 49,6                                                                   |
|                                                                        | Républicain                                                            | John Quinones                                                          | 6 557                                                                  | 25,7                                                                   |
|                                                                        | Républicain                                                            | Joes Catillo                                                           | 6 294                                                                  | 24,7                                                                   |

| Élection de 2024 du 9e district congressionnel de Floride | Élection de 2024 du 9e district congressionnel de Floride | Élection de 2024 du 9e district congressionnel de Floride | Élection de 2024 du 9e district congressionnel de Floride | Élection de 2024 du 9e district congressionnel de Floride |
| --------------------------------------------------------- | --------------------------------------------------------- | --------------------------------------------------------- | --------------------------------------------------------- | --------------------------------------------------------- |
| Parti                                                     | Parti                                                     | Candidat                                                  | Votes                                                     | %                                                         |
|                                                           | Démocrate                                                 | Darren Soto (sortant)                                     | 178 785                                                   | 55,1                                                      |
|                                                           | Républicain                                               | Thomas Chalifoux                                          | 138 076                                                   | 42,6                                                      |
|                                                           | Indépendant                                               | Marcus Carter                                             | 7412                                                      | 2,3                                                       |
| Total des votes                                           | Total des votes                                           | Total des votes                                           | 324 273                                                   | 100 %                                                     |
|                                                           | Les Démocrates conservent                                 |                                                           |                                                           |                                                           |